# Rénier de Montferrat (1162-1183)
Pour l’article homonyme, voir Rénier de Montferrat.
Rénier de Montferrat (1162-1183 ; en italien, Ranieri di Monferrato) est le cinquième fils de Guillaume V, marquis de Montferrat et de Judith de Babenberg. Il devient gendre de l'empereur Manuel Ier Comnène et césar en 1180, mais est assassiné lors des luttes de pouvoir qui secouent l'Empire byzantin.

## Biographie
C'est l'empereur Manuel propose le mariage de sa fille aînée Marie Porphyrogénête avec un fils de son allié italien Guillaume V de Montferrat. Comme Conrad et Boniface sont déjà mariés, et que Frédéric est destiné à la prêtrise, le seul fils restant est le plus jeune, Rénier, âgé de dix-sept ans. Le chroniqueur byzantin Nicetas Choniates le décrit comme beau et blond (« ses cheveux resplendissent comme le soleil »).
Rénier arrive à Constantinople à l'automne 1179 et accompagne bientôt Manuel dans une campagne militaire. Son mariage avec Marie Comnène, âgée de vingt-sept ans, est célébré en février 1180 dans l'église Sainte-Marie, à proximité du palais des Blachernes. Le mariage s'accompagne de somptueuses fêtes accompagnées de jeux donnés dans l'hippodrome de Constantinople, entièrement décrits par le chroniqueur et archevêque latin Guillaume de Tyr, qui était alors présent.
Rénier reçoit le titre de césar, est rebaptisé Jean et, selon des chroniques occidentales, est investi de Thessalonique. Marie est la seconde dans l'ordre de succession impériale, et n'a été écartée de la succession que par la seule naissance de son demi-frère, Alexis. C'est pourquoi Rénier est constamment pris dans les luttes de pouvoir autour du trône byzantin.
Manuel Comnène meurt en septembre 1180, et le trône passe au jeune Alexis II, sous la régence de sa mère Marie d'Antioche. La régente crée le scandale en prenant le protosébaste Alexis Comnène comme favori et, peut-être, comme amant. Ce fait et sa politique pro-latine sont la cause d'un complot destiné à amener Rénier et Marie au pouvoir, mais il est découvert et plusieurs conjurés sont arrêtés. Marie et Rénier se réfugient dans la cathédrale Sainte Sophie, avec cent-cinquante partisans. Il s'ensuit un combat, plus tard nommé « guerre sainte » dans la cathédrale. Pour mettre fin aux hostilités, une amnistie est offerte aux conjurés.
Mais l'empereur et les conjurés ne tardent pas à être victimes d'un autre usurpateur, un cousin du nom d'Andronic Comnène, revenu d'exil avec l'assentiment de Marie, et plus important, à la tête d'une armée. Le retour d'Andronic s'accompagne du massacre de la population latine. Marie meurt peu après, probablement empoisonnée : elle était sans aucun doute un foyer potentiel de l'opposition à l'usurpateur. Rénier est tué peu après, bien que sa mort ne soit mentionnée que par très peu de sources. 
Alexis II est forcé de reconnaître Andronic comme empereur associé, avant d'être assassiné. Le massacre des Latins n'est pas oublié, vingt ans plus tard, quand les chefs de la quatrième croisade cherchent des raisons de la détourner sur Constantinople. Des sources tardives suggèrent que Boniface de Montferrat, le dernier des frères encore vivants, revendique Thessalonique sur la base des possessions de son frère.